# Монтемађоре ал Метауро
Монтемађоре ал Метауро (итал. Montemaggiore al Metauro) је насеље у Италији у округу Пезаро и Урбино, региону Марке.
Према процени из 2011. у насељу је живело 269 становника. Насеље се налази на надморској висини од 162 м.

## Становништво
| 1931. | 1936. | 1951. | 1961. | 1971. | 1981. | 1991. | 2001. | 2011. |
| ----- | ----- | ----- | ----- | ----- | ----- | ----- | ----- | ----- |
| 2.094 | 2.109 | 2.189 | 2.120 | 1.916 | 2.019 | 2.162 | 2.123 | 2.812 |